# أندي توما
أندي توما (بالإنجليزية: Andy Thoma)‏ هو لاعب كرة قدم أمريكي في مركز الدفاع، ولد في 29 أبريل 1993 في لوس ألاموس في الولايات المتحدة. لعب مع بروتلاند تيمبرز 2 وبورتلاند تيمبرز.

## وصلات خارجية
- أندي توما على موقع الدوري الأمريكي (الإنجليزية)
- أندي توما على موقع قاعدة بيانات كرة القدم.إي يو (الإنجليزية)
- أندي توما على موقع AS.com (الإسبانية)